# Hypnos (mitologia)
Hypnos (stgr. Ὕπνος Hýpnos, łac. Somnus) – w mitologii greckiej bóg i uosobienie snu.
Był synem Nyks i Ereba bądź Tartara, bliźniaczym bratem Tanatosa (Śmierci), a także ojcem Morfeusza, Fobetora (Ikelosa) oraz Fantasosa. Według mitu pomógł Herze uśpić Zeusa. 
Jego atrybutami były laska i róg.
Zależnie od tradycji miał przebywać w zaświatach, przy Hadesie, albo (według tradycji homeryckiej) na wyspie Lemnos, położonej w krainie Kimmerów, gdzie jego siedzibą była jaskinia, przez którą przepływała rzeka zapomnienia Lete.
Jego rzymskim odpowiednikiem miał być Somnus, występujący jednak tylko w literaturze (podobnie jak inne postacie zapożyczone przez poetów z mitologii greckiej, lecz nie przejęte przez rzymską religię). 
We współczesnej kulturze masowej Hypnos występuje w mitach Cthulhu jako Pan Snów w opowiadaniu H.P. Lovecrafta Hypnos, gdzie jest jednym ze Starszych Bogów.